# حسین بروجردی مدیرالاسلام
سیدحسین بروجردی معروف به مدیرالسلام از بازاریان تهرانی بود، که در دوره نخست بعنوان نماینده تهران در مجلس شورای ملی حضور داشت.